# Triscele

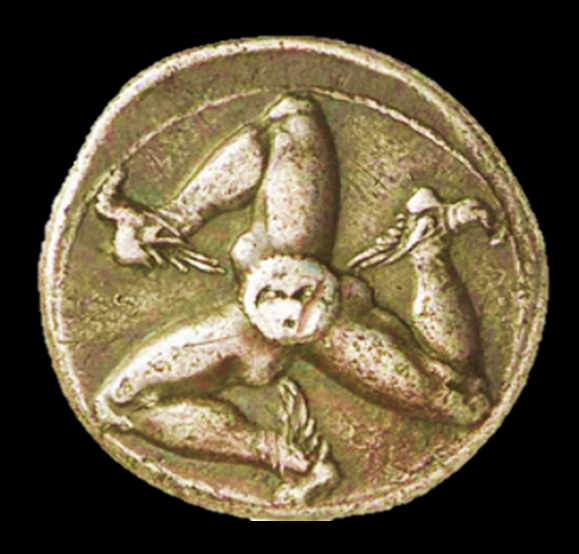
Antica triscele con volto incisa sulla monetazione d'età agatoclea (317-310 a.C.)

Triscele o Triskelion originale

La trìscele o triskelis (in araldica triquetra, sebbene la triquetra sia diversa come struttura e con significato più particolare; a volte, erroneamente, trinacria) è un antico simbolo formato da tre spirali unite in un punto centrale, più generalmente tre spirali intrecciate o, per estensione, qualsiasi altro simbolo con tre protuberanze e una triplice simmetria rotazionale. Solo successivamente venne introdotta la raffigurazione di un essere con tre gambe (dal greco antico: τρισκελής?, triskelḕs). La figura dà il nome anche al simbolo. La storia dell'antica triscele è articolata e complessa e per alcuni versi ancora avvolta nel mistero, poiché si ricollega alla mitologia.

## Triscele di Sicilia

### Origini

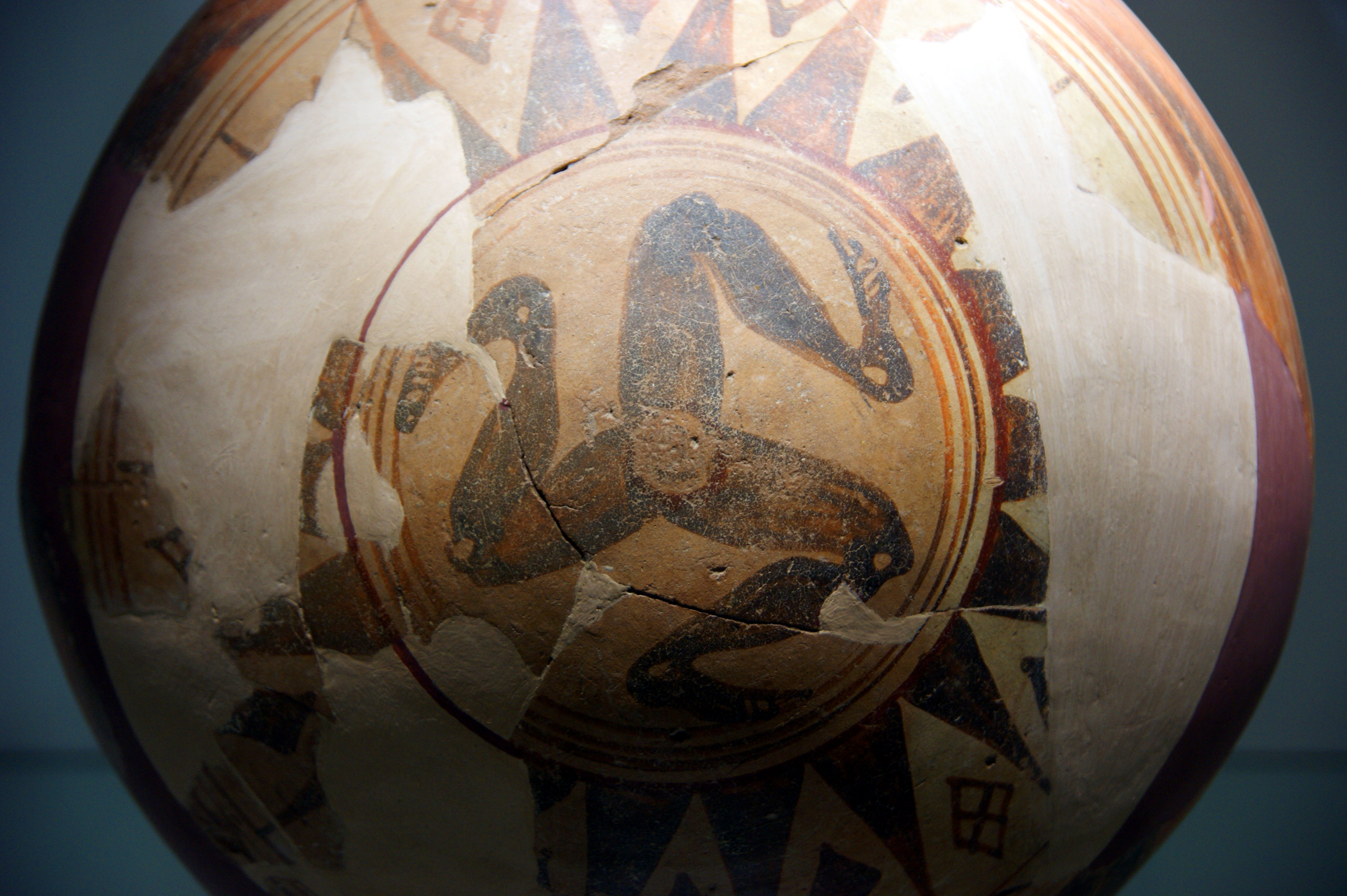
La triscele, ancora priva di volto, rinvenuta a Castellazzo di Palma

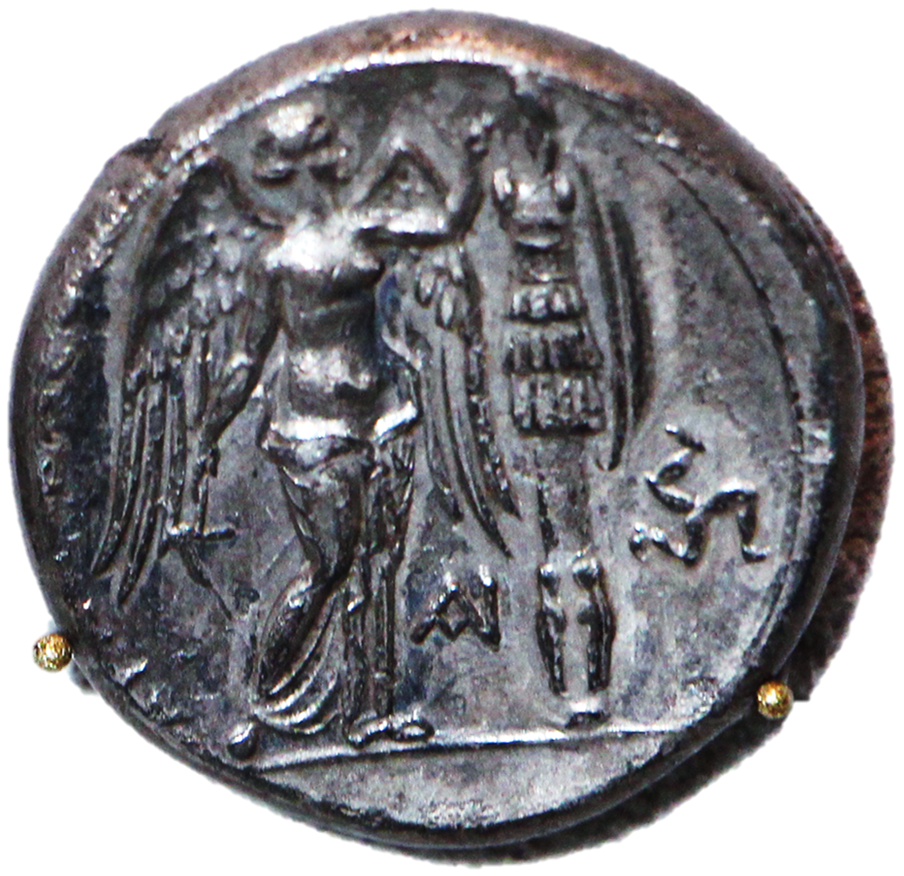
Triscele su una moneta siracusana del tempo di Agatocle

La triscele, già diffusa sulle monete di paesi orientali dell'antica Grecia, apparve per la prima volta anche in Sicilia sulla monetazione siracusana del III secolo a.C. Il simbolo trovò particolare fortuna sotto il periodo di Agatocle, il quale fece coniare monete con la triscele anche nei territori italioti posti sotto la sua influenza politica.
Ma la triscele ha origini figurative ancor più remote sul territorio siciliano. Essa venne infatti ritrovata su della ceramica di produzione gelese, con caratteristiche prettamente locali, risalente al VII-VI secolo a.C.
Una di queste produzioni di fabbrica geloa è rappresentata da un Dinos, scorci del VII a.C., rinvenuto nell'attuale zona dell'agrigentino, in un deposito votivo di Palma di Montechiaro. Qui la triscele arcaica è raffigurata senza il volto - ovvero l'assenza del gorgonèion o della Medusa.
È quindi possibile che il simbolo della triquetra divenne, col tempo, l'emblema geografico dell'isola, mediante l'influenza dell'orientale triscele.
A rafforzare l'ipotesi di un richiamo geografico, accostato a questa figura, vi furono gli antichi appellativi dell'isola: Triquetra, Trichelia, Trinakìa, che sembrano voler indicare una terra con tre promontori - Capo Peloro, Capo Passero e Capo Lilibeo. La conformazione geografica dell'isola mostra infatti una figura triangolare, accostabile alle tre gambe della triscele.

### Antica e odierna simbologia siciliana

#### Epoca greco-romana

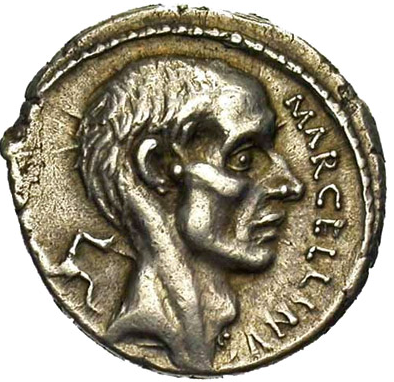
Moneta con l'effige di Marco Claudio Marcello (I sec. a.C.) in un conio celebrativo curato da un discendente di Marcello (un certo P. Cornelio Lentulo Marcellino monetale), per ricordare la conquista della Sicilia (a questo allude la triscele a sinistra).

La triscele, come simbolo della Sicilia, era inizialmente la testa della Gòrgone, i cui capelli sono serpenti, dalla quale si irradiano tre gambe piegate all'altezza del ginocchio. La Gòrgone è un personaggio mitologico, che secondo il poeta greco Esiodo era ognuna delle tre figlie di Forco e Ceto: Medusa (la gòrgone per antonomasia), Steno (la forte), Euriale (la spaziosa).
Un'altra versione della testa è quella di una donna, forse di una dea, in taluni casi raffigurata con le ali per indicare l'eterno trascorrere del tempo, contornata da serpenti per indicare la saggezza. Ai serpenti in seguito sono stati aggiunte spighe di grano, a voler significare la fertilità della terra dell'Isola (i serpenti furono sostituiti con spighe di grano dai Romani per simboleggiare il suo status di "granaio" di Roma).
La triscele apparve sulla scena prima della colonizzazione greca dell'isola, ma furono i Greci per primi a chiamarla Trinakìa (mutato nel tempo in Trinacrìa), dalla parola greca trinacrios, che significa treis (tre) e àkra (promontori), da cui anche nel latino trìquetra (a tre vertici). La triscele, in seguito, fu adottata dai greci come simbolo della Trinacria, che è rimasto un sinonimo per Sicilia.

#### Epoca moderna

La bandiera della Sicilia che mostra la triscele siciliana

La triscele è stata adottata dal Parlamento Siciliano con la legge regionale n. 1 del 2000, come parte integrante della bandiera siciliana, dove è stata posta al centro della bandiera, "una triscele color carnato, con il gorgoneion e le spighe. Il drappo ha gli stessi colori dello stemma: rosso aranciato e giallo". La bandiera riprende, con alcune varianti, la bandiera dei Vespri Siciliani, di cui la triscele fu il simbolo.
Il simbolo è presente inoltre nello stemma comunale dei comuni di Caccamo e Santa Marina Salina.

## Triscele dell'Isola di Man

Simbolo sulla bandiera dell'Isola di Man

La particolarità della triscele dell'isola di Man, che forse rappresentava il sole, è la sua forma sempre simmetrica, da qualsiasi punto la si osservi. Alcuni hanno un senso orario, altri un senso antiorario. In alcuni, la coscia più in alto corrisponde al mezzogiorno, in altri alle 11:30 o alle 10:00. In alcuni, il ginocchio è piegato con un angolo di 90°, in altri a 60°, in altri ancora a quasi 120°. Anche le calze che ricoprono le gambe e gli speroni sono diverse tra loro. Tutti, comunque, sono un riferimento diretto al motto in latino dell'isola Quocunque Jeceris Stabit, che significa «Ovunque lo getterai, starà retto», una frase che sottolinea la fermezza e la forza di carattere del popolo mannese e che molte scuole hanno adottato come esortazione ad essere tenaci e lavorare duramente.
Il simbolo si trova sulla bandiera dell'Isola di Man, ed è stato associato con l'isola almeno dal XIII secolo.
Nel 1607, lo storico inglese William Camden dichiarò che il simbolo in questione era stato tratto dal Triskelion siciliano. Nel 1885 John Newton credette il Triskelion di Man nato nella metà del XIII secolo, quando il Papa offrì il trono di Sicilia a Edmondo, figlio del re Enrico III d'Inghilterra. Newton osservò che la moglie del re Alessandro III di Scozia era la figlia di Enrico e che Alessandro visitò la corte inglese nel 1255. Più tardi, nel 1266, la Norvegia cedette l'Isola di Man al Regno di Scozia, e Newton ritenne probabile che Alessandro avesse utilizzato il triskelion per le insegne della sua nuova terra.

## Triscele in Europa

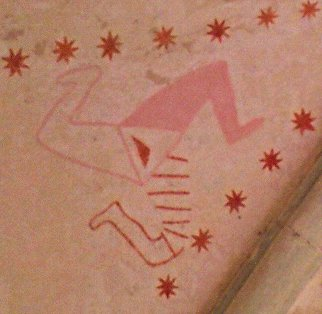
Triscele raffigurato in una chiesa a Karja, in Estonia

La triscele è presente anche negli stemmi di varie dinastie nobili d'Europa, quali gli Stuart d'Albany d'Inghilterra (forse derivato proprio dal loro dominio su isole del mare d'Irlanda), i Rabensteiner di Francia, gli Schanke di Danimarca, i Drocomir di Polonia, e in quello di Gioacchino Murat, re del Regno di Napoli all'inizio del 1800, ma tuttavia desideroso di conquistare anche il Regno di Sicilia; da qui l'adozione di uno dei più antichi simboli dell'isola (Murat si diceva inoltre, in maniera non legittima, re delle Due Sicilie, ignorando la presenza sul trono del sovrano siciliano Ferdinando III di Borbone).
Nelle varie tradizioni mistiche e religiose il triskell ha assunto molteplici significati:
- i Tre Cerchi dell'essere o della manifestazione: Ceugant, il Mondo dell'Assoluto; Gwynwydd, il Mondo Spirituale dell'Aldilà e Abred, il Mondo Umano o della Prova;
- internamente ad Abred è il simbolo dei tre aspetti del mondo materiale: la Terra (cinghiale), l'Acqua (Salmone) e il Cielo (Drago) che con il loro movimento si riuniscono tutti nel quarto elemento, il Fuoco, simboleggiato dal cerchio che racchiude il triskell.
- la Triplice Manifestazione del Dio Unico: la Forza, la Saggezza e l'Amore e, quindi, le tre classi della società celtica che incarnavano tali energie, Guerrieri, Druidi e Produttori (i lavoratori);
- il Passato, il Presente e il Futuro riuniti al centro in un unico Grande ed Eterno Ciclo chiamato Continuo Infinito Presente, in cui tutto esiste allo stesso momento. Ecco perché, nella festa celtica di Samhain del 1º novembre, la leggenda diceva che gli uomini potessero incontrare non solo i loro antenati defunti, ma anche i loro discendenti ancora a venire;
- le tre fasi solari nella giornata: alba, mezzogiorno, tramonto;
- la Dea nei suoi tre aspetti di Vergine-Madre-Vecchia/Figlia-Madre-Sorella;
- la triplice manifestazione dell'uomo: corpo, emozioni/sentimenti/pensieri e spirito, ma anche Azione, Sentimento, Pensiero e le tre età dell'esistenza infanzia, maturità, vecchiaia;
- la triplice specializzazione della dea Brigit come custode e dispensatrice del Fuoco Sacro e protettrice dei poeti, dei fabbri e dei guaritori;
- il segno sul quale il santo cristiano Patrizio avrebbe spiegato il concetto della Trinità ai celti irlandesi, dopo avere trasformato però il triskele in un trifoglio.
- il simbolo della trinità femminile della battaglia Morrigan-Macha-Boadb e di quella maschile Ogma-Lugh-Dagda

Anche il senso di rotazione apparente del simbolo, come anche nella svastica, assume un diverso significato: se, a partire dal centro del simbolo, le tre spirali si avvolgono su sé stesse da destra verso sinistra viene rappresentato il turbinare delle energie dall'interno verso l'esterno, ovvero la "manifestazione"; se invece si sviluppano da sinistra verso destra si simboleggia la discesa negli inferi. Nei popoli celtici e in termini di simbolismo assoluto il Triskell rappresenta nella sua versione destrorsa, ovvero con le spirali che si avvolgono verso sinistra, stilizzato, il movimento del sole, e diventa quindi una specie di "ruota del Sole", con riferimento al dio irlandese Dagda, e si connota così come simbolo positivo accanto alla svastica indoeuropea. Nella sua variante sinistrorsa, ovvero con le spirali che si avvolgono, o "finiscono", verso destra, questo simbolo sarebbe un potente talismano contro il malocchio e la stregoneria in generale, probabilmente in riferimento al suo carattere di "chiusura" opposto a quello di "apertura" che distinguerebbe la versione destrorsa, ma c'è da dire che questa versione è maggiormente caratterizzata come "sinistra" e speculare alla sua opposta figurata come solare, luminosa e vitale.

## Relazioni storiche fra i tipi di triscele

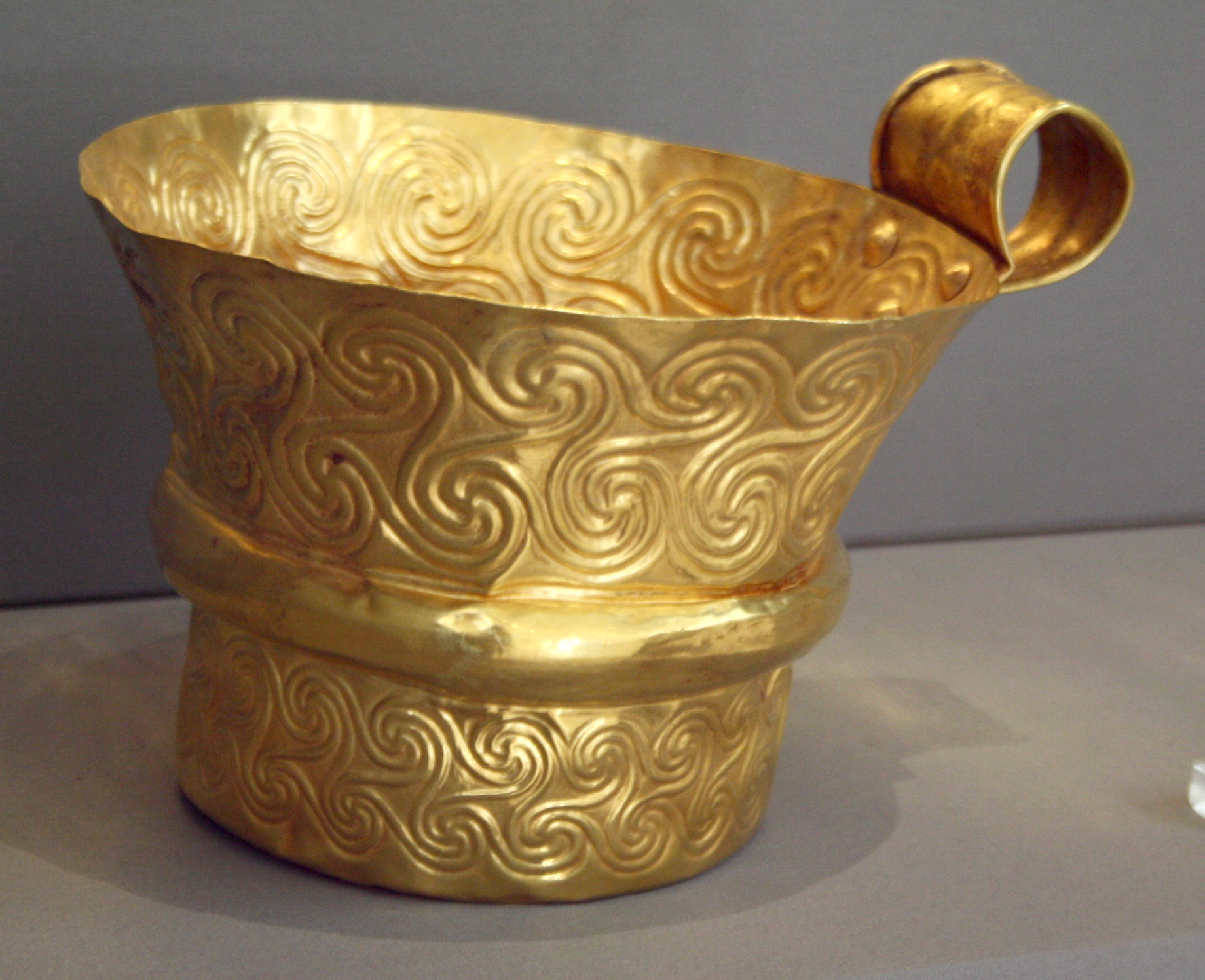
Coppa in oro da Micene

La disposizione delle tre gambe, facendo pensare a una rotazione, ha portato gli studiosi a risalire fino alla simbologia religiosa orientale, in particolare quella del dio del tempo Baal (nel cui monumento a Vaga, in Tunisia, sopra il toro, vi è una triscele), oppure a quella della luna, dove le tre gambe sono sostituite da falci. E in Asia Minore tra il VI e il IV secolo a.C. la triscele fu incisa nelle monete di varie città, in antiche regioni, quali Aspendo (in Panfilia, sul Mediterraneo orientale), Berrito e Tebe (nella Troade, territorio intorno a Troia, tra lo Scamandro e l'Ellesponto), Olba (in Cilicia, tra Armenia e Siria), e in alcune città della Licia. Oltre ai Celti, anche i popoli tèutoni la utilizzavano (la chiamavano "Triskele").
Inoltre, il simbolo fu utilizzato anche a Creta, in Macedonia, e nella Spagna celtiberica.
La tesi sulle origini della Trinacria trovano un riferimento sostanziale nella storia della Grecia antica. I combattenti spartani infatti incidevano nei loro scudi una gamba bianca piegata all'altezza del ginocchio, come simbolo di forza. Questa immagine, infatti, si può ritrovare nei dipinti sui vasi antichi. Uno di tali esemplari si trova al Museo Archeologico di Agrigento: si tratta di un'anfora attica a figure nere attribuita al Pittore di Edimburgo, con rappresentazione di guerrieri, della fine del VI secolo a.C.

### Le relazioni siculo-normanne

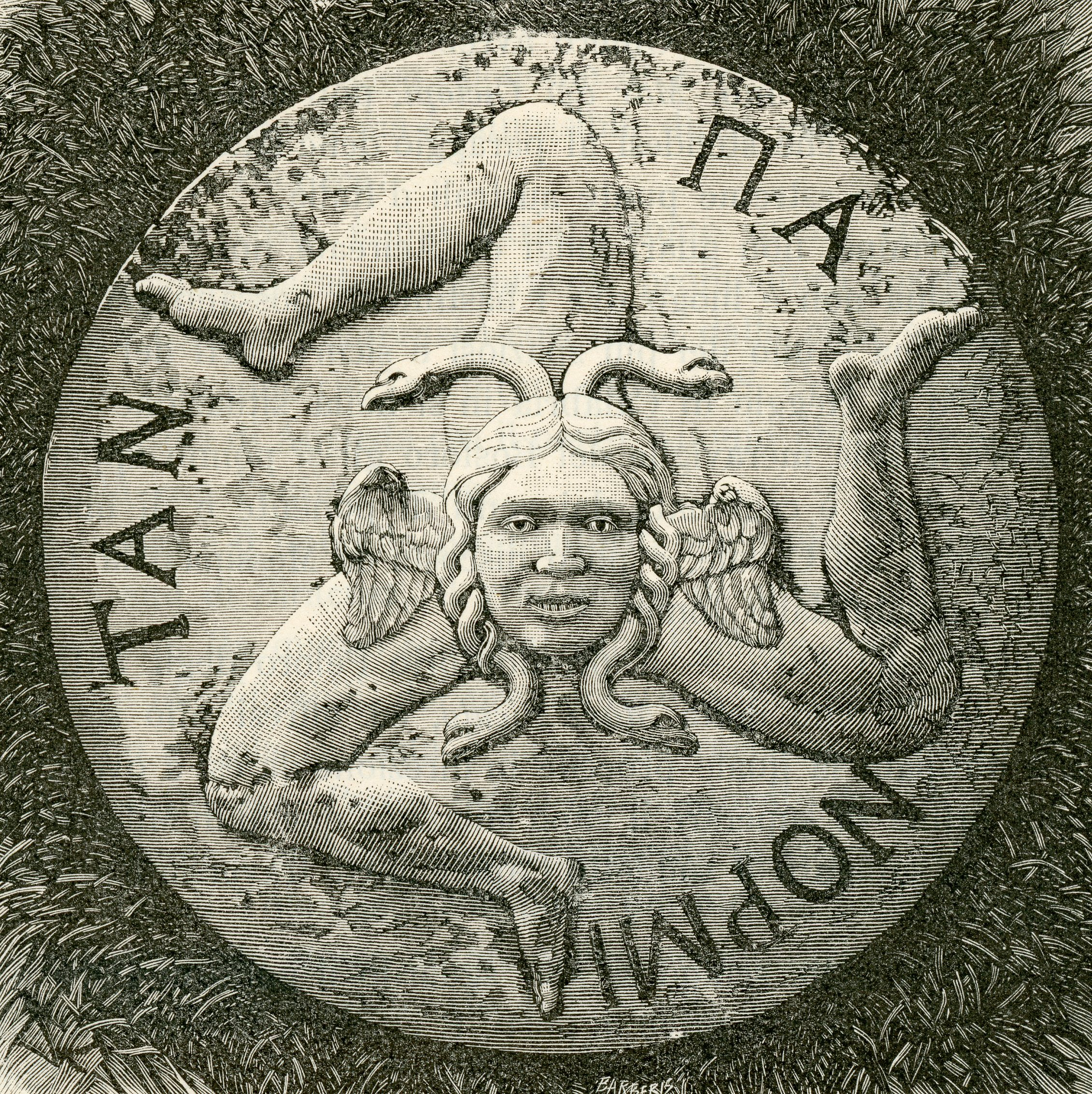
Xilografia del 1893 raffigurante la triscele con gorgoneion

La grande somiglianza tra la triscele siciliana e quella dell'Isola di Man è stata oggetto di molte discussioni per diversi secoli. Una possibile spiegazione si riferisce a un'origine indoeuropea del simbolo, che certamente viene creato in un'epoca più antica di quella dell'antica Grecia. In alternativa si può ipotizzare una relazione con la colonizzazione dell'Isola di Man da parte di popolazioni vichinghe e alla conquista della Sicilia da parte dei Normanni. Solo in Sicilia tuttavia il simbolo è stato utilizzato in modo continuativo, dalla Preistoria e dalla colonizzazione greca durante le varie conquiste dei Romani, dei Goti, degli Arabi, dei Normanni, ecc.: la triscele ha sempre fatto parte dello stemma nazionale siciliano, utilizzato nelle bandiere, scolpito sui palazzi, ecc.
Un'altra teoria è che tale simbolo fosse stato "esportato" dai Normanni, giunti in Sicilia nel 1072, nell'isola britannica, che la adottò come simbolo, in sostituzione di quello precedente di origine scandinava.

Per capire come arrivò sull'Isola di Man bisogna risalire agli ultimi anni del regno svevo di Sicilia. Federico II di Svevia (Federico I di Sicilia) ebbe come terza moglie Isabella d'Inghilterra, figlia di Giovanni Senzaterra. Nel 1254, quattro anni dopo la sua morte, il figlio illegittimo Manfredi si impose come reggente, anche tramite un accordo con colui che restava nominalmente il signore feudale del regno, papa Innocenzo IV. I rapporti con la Chiesa peggiorarono rapidamente e il successore di Innocenzo, papa Alessandro IV, lo scomunicò. Manfredi reagì impadronendosi del regno di Sicilia, che comprendeva tutta l'Italia meridionale, a sud dei territori dello Stato della Chiesa. Il papa offrì quindi la corona del regno di Sicilia a Enrico III d'Inghilterra per il figlio Edmondo, e quindi il re cominciò a preparare l'esercito e si organizzò una parata del giovane principe in costume siciliano, per la quale furono preparate bandiere con lo stemma siciliano e lo stemma reale di Inghilterra. Il re Alessandro III di Scozia sposo di Margherita d'Inghilterra e genero di Enrico III d'Inghilterra, che aveva acconsentito a far parte della spedizione, era presente durante la parata. La progettata spedizione tuttavia non ebbe mai luogo e poco dopo ad Alessandro III venne data l'Isola di Man.
È intorno al 1266 che i tre cassyn (in mannese o manx) divengono definitivamente parte dello stemma.

## Galleria d'immagini

Bandiera siciliana in utilizzo durante il Vespro
Bandiera siciliana odierna, adottata dalla Regione Siciliana
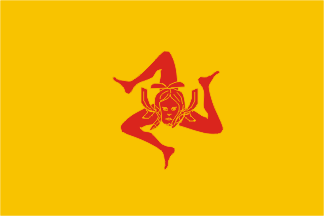
Bandiera degli indipendentisti siciliani del XIX secolo
Bandiera dell'EVIS
Bandiera dell'Isola di Man
Bandiera dell'Inguscezia
Bandiera del Circondario autonomo buriato di Ust'-Orda
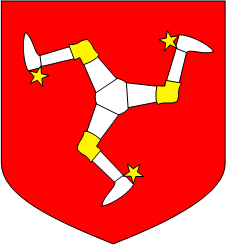
Triscele araldico
Stemma dell'Isola di Man
Stemma di Döhlau, Germania
Stemma di Füssen, Germania
Triscele AWB dei tre sette
Stemma della Provincia di Monza e della Brianza
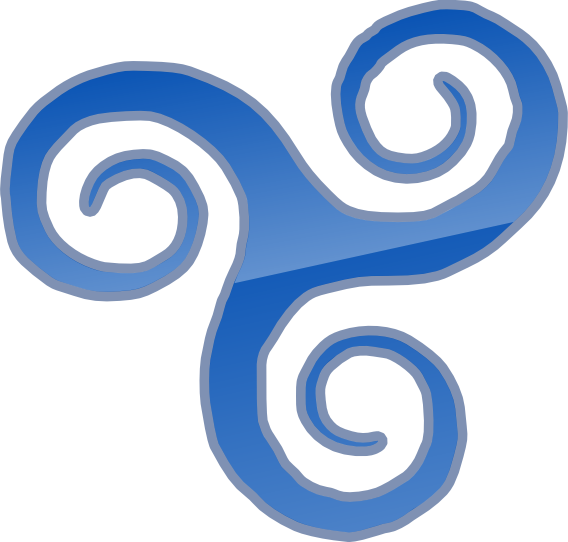
Logo di Trisquel GNU/Linux
Emblema BDSM[13]
Tomoe, simbolo della trinità shintoista
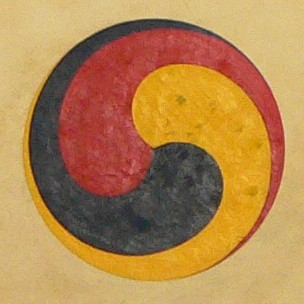
Il Gankyil tibetano, simbolo dzogchen.